# El Madrid de los Austrias
El Madrid de los Austrias (spanisch Das Madrid der Österreicher oder Habsburger) ist eine Bezeichnung für das alte Zentrum von Madrid. Das Stadtviertel liegt südlich der Calle Mayor, zwischen den Metro-Stationen Sol und Opera.
Koordinaten: 40° 25′ N, 3° 42′ W El Madrid de los Austrias wurde nach ihren Erbauern, den Spanischen Habsburgern, benannt. Die Habsburger werden auf Spanisch bis heute los Austrias genannt.

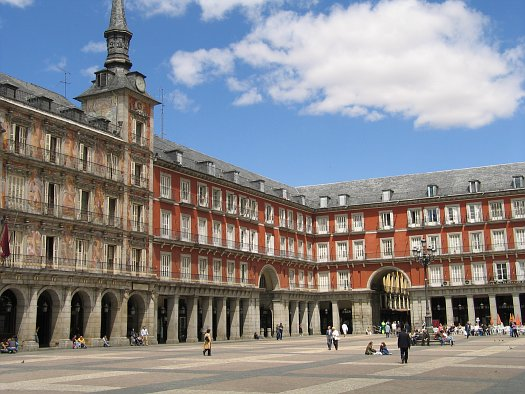
Die Plaza Mayor, Herzstück von El Madrid de los Austrias

Madrid wurde erst im 16. Jahrhundert zur Hauptstadt ausgebaut. Spanien erlebte zu jener Zeit seine glanzvollste Periode, das so genannte Siglo de Oro. Durch die Kolonien in Südamerika erlebte das Königreich ein enormes Wirtschaftswachstum. Die Habsburger gaben mehrere Bauwerke und Infrastrukturprojekte in Auftrag, die diese Macht und den Reichtum im öffentlichen Bereich repräsentieren sollten. Die vertretenen Architekturstile reichen von der Spätrenaissance bis zum Frühbarock.
Die Plaza Mayor ist das bezeichnendste habsburgische Bauwerk und das Kernstück des Madrid de los Austrias. In seiner Mitte steht eine Statue ihres Erbauers König Felipe III. Die Plaza Mayor wurde 1619 angelegt und ist ein großer, rechteckiger Platz mit Arkaden und neun Eingangstoren. Farblich ist er in Dunkelrot/Orange gehalten; diese Farben sind das Ergebnis einer stadtweiten Abstimmung. Die Plaza Mayor war Schauplatz von Stierkämpfen, Hinrichtungen und Krönungszeremonien.

## Palacio de Santa Cruz

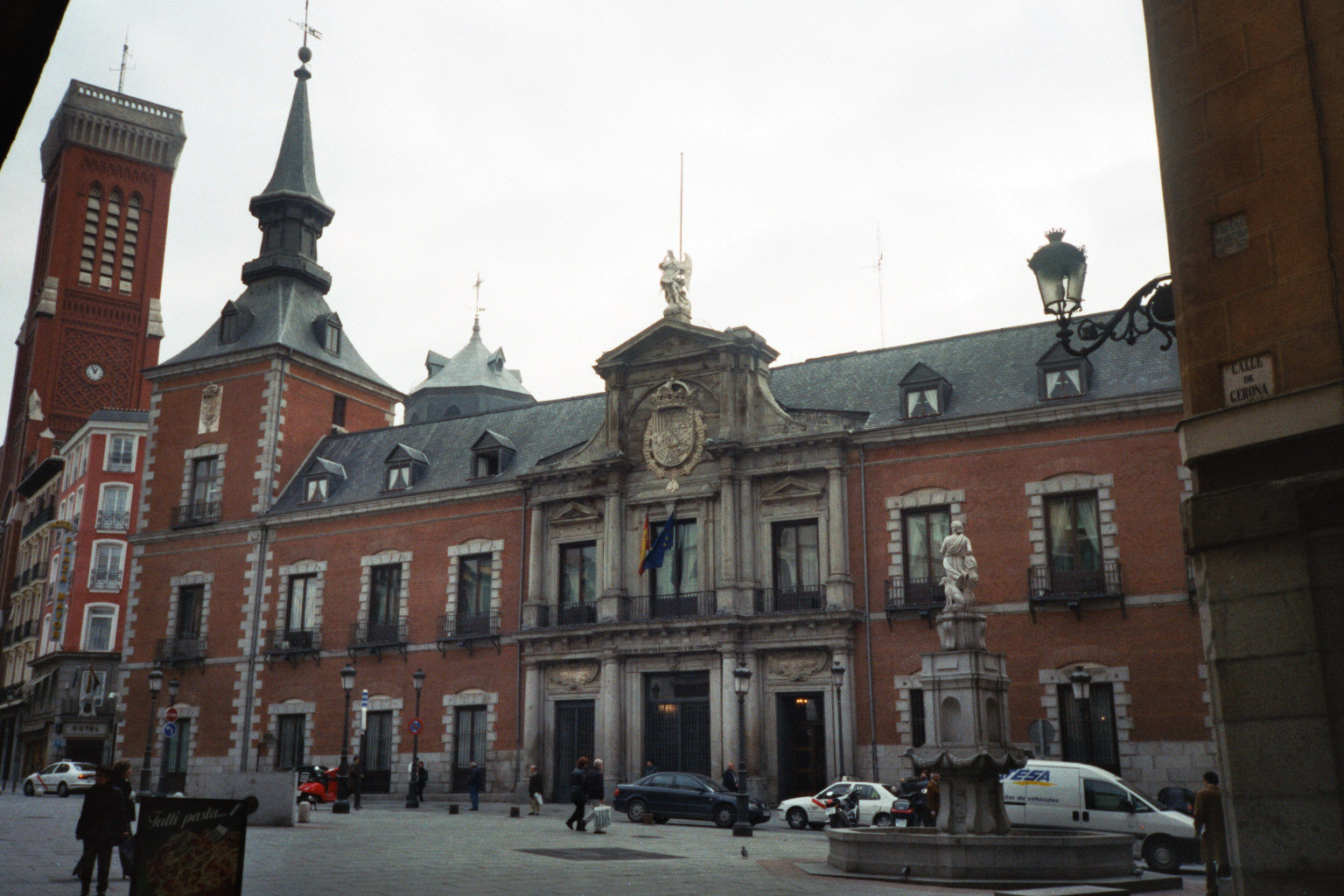
Palacio de Santa Cruz

Der Palacio de Santa Cruz liegt an der Plaza de Santa Cruz. Der Palast wurde zwischen 1629 und 1643 erbaut. Charakteristisch für die habsburgische Architektur ist die rote Fassade mit weißlich-umrahmten Fenstern und ähnelt dem Stil der Plaza Mayor. Das Gebäude hat zwei markante Ecktürme mit spitzem Dach. Ursprünglich war das Gefängnis Cárcel de la Corte dort untergebracht. Hier verbrachten Verurteilte die Zeit bis zu ihrer Hinrichtung auf der Plaza Mayor. Ein berühmter Gefangener war der Bandit Luis Candelas, eine Art spanischer Robin Hood. Er wurde im November 1837 hingerichtet.
Trotz Bürgerkriegs und Umbauarbeiten hat der Palacio wenig von seiner ursprünglichen Gestalt verloren. Zeitweilig war hier das Überseeministerium (Ministerio del Ultramar) untergebracht, seit 1931 ist es Sitz des Außenministeriums.

## Plaza de la Villa

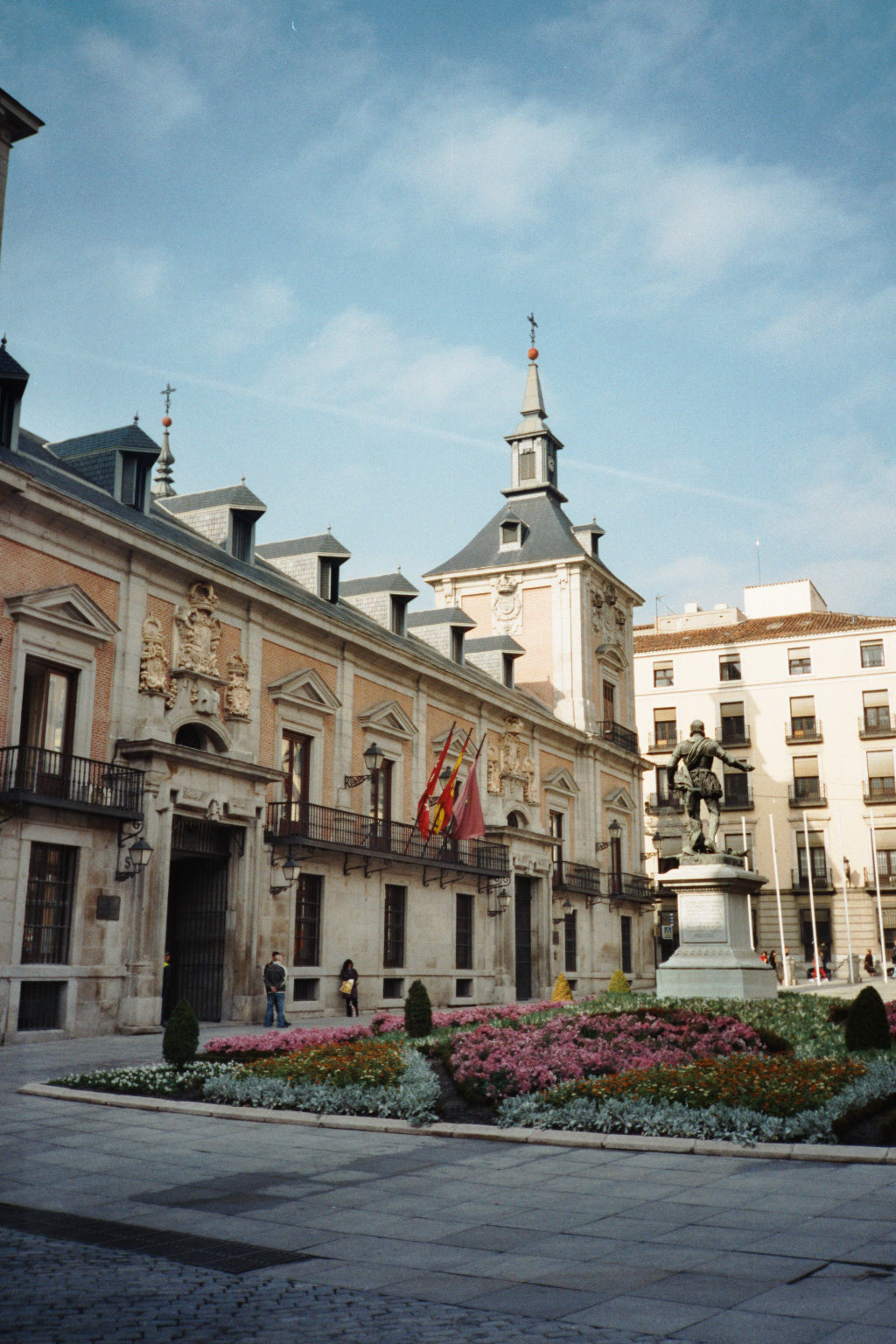
Plaza de la Villa

Die Plaza de la Villa ist einer der ältesten Plätze Madrids. An ihm liegen gleich mehrere bedeutende Gebäude. Das älteste Gebäude ist der Turm Torre de los Lujanes, der im gotischen Stil im 15. Jahrhundert erbaut wurde. In ihm wohnte eine Zeit lang der französische König Franz I. (Frankreich) nach seiner Gefangennahme in der Schlacht von Pavia im Jahre 1525. Im eigentlichen Sinne gehört der Torre nicht der habsburgischen Zeit an, liegt dennoch im Madrid de los Austrias. Die Casa de Cisneros wurde 1537 erbaut. Gleich daneben ist die Ayuntamiento, das alte Rathaus. Es wurde vom Architekten Juan Gómez de Mora erbaut, der die Plaza Mayor gestaltete. Auch hier ist der Architekturstil ähnlich, mit einer relativ schmucklosen rötlich-oranger Fassade und Mansardenfenstern, mit Ecktürmen mit steilen Dächern.
Weitere wichtige Bauwerke sind

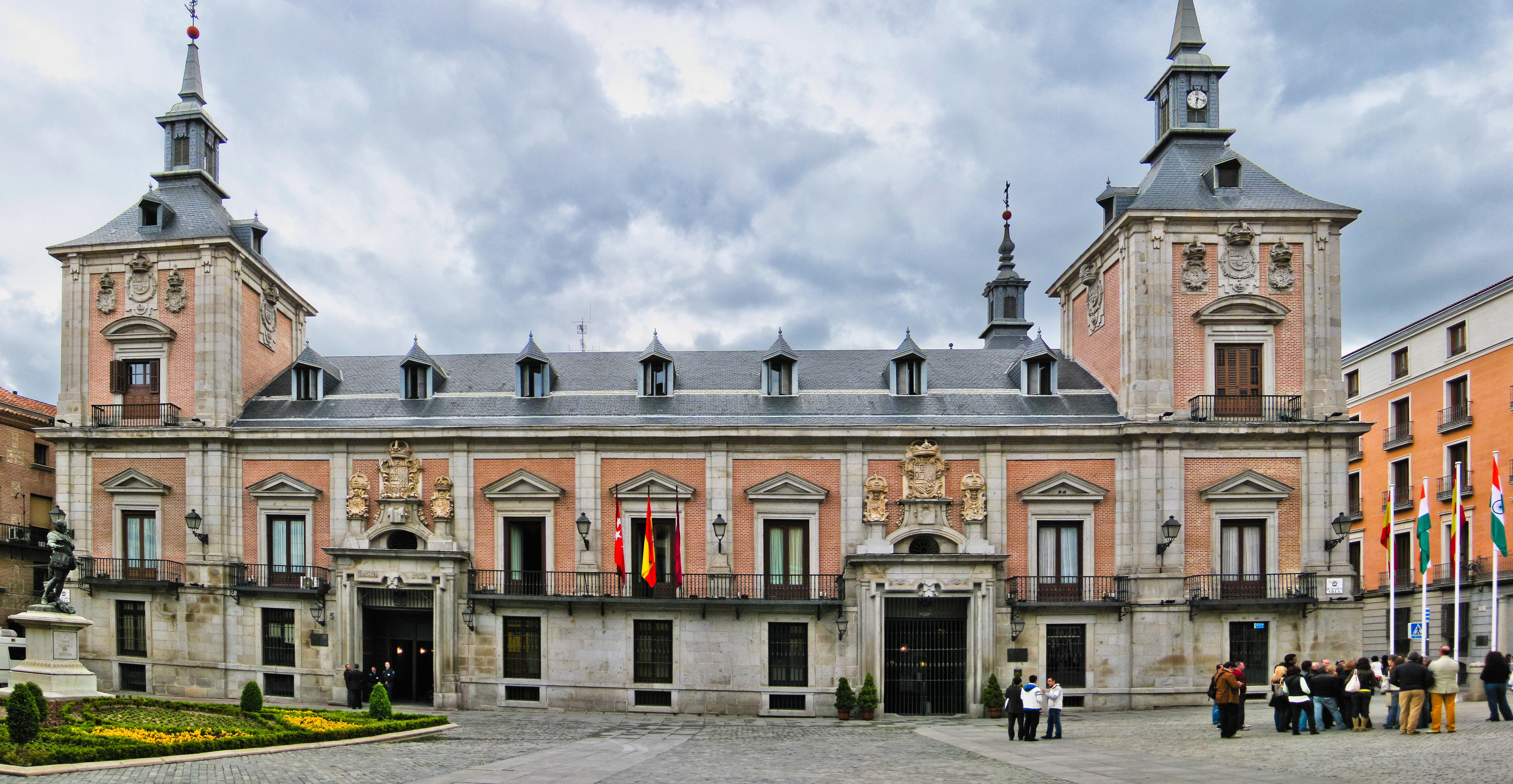
Ayuntamiento, das alte Rathaus

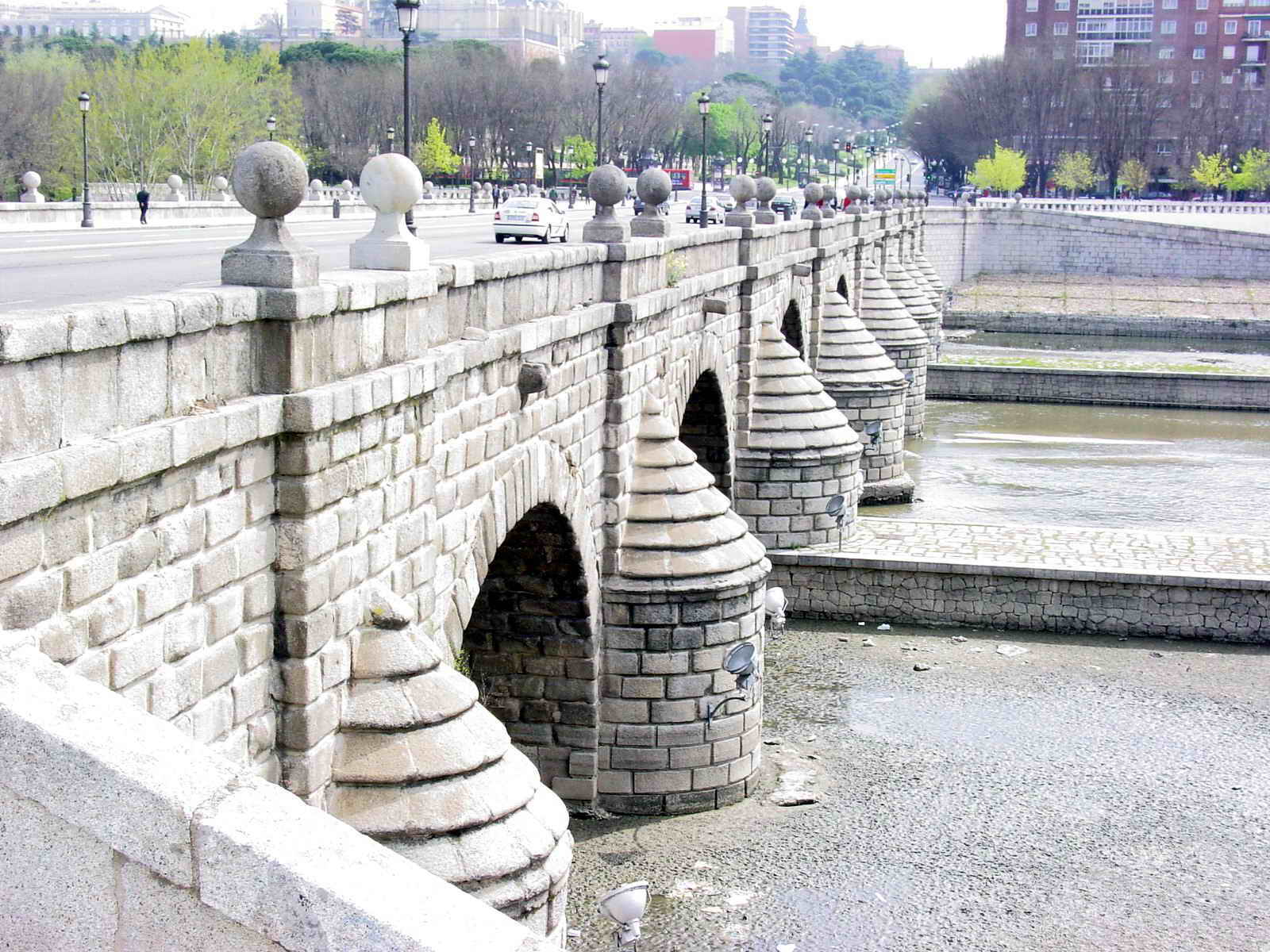
Die Puente de Segovia

- die Plaza de las Descalzas mit dem Kloster Monasterio de las Descalzas Reales,
- die Casa de las Siete Chimeneas an der Plaza del Rey,
- der Puente de Segovia (Brücke von Segovia) und
- der Palacio de Uceda.